# Bas Verkerk

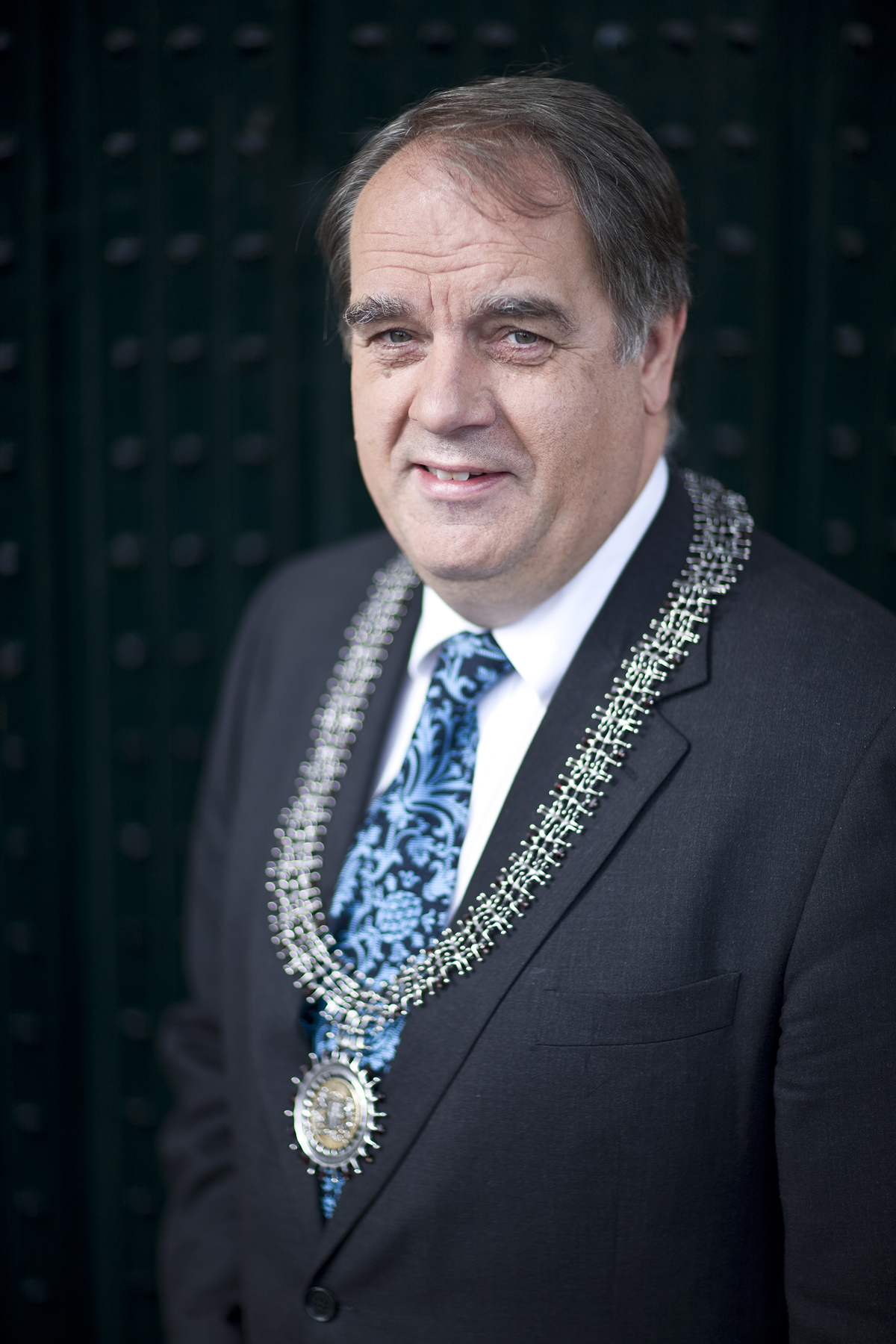
Bas Verkerk

Gijsbertus Antonius Alphons „Bas“ Verkerk (* 1. Juli 1958 in Hoonhorst, Dalfsen) ist ein niederländischer Politiker (VVD).

## Biografie
Verkerk wuchs in Hoonhorst auf, wo sein Vater Bankdirektor war. Nach seinem Atheneum-Diplom studierte er Rechtswissenschaften mit dem Hauptfach Öffentliches Recht an der Reichsuniversität Groningen und promovierte im freien Studienfach Recht und Planung. Während seines Studiums wurde Verkerk Studentenboxmeister der Nordprovinzen.
Von 1985 bis 1996 arbeitete er als Rechtsanwalt beim Staatsrat. Zwischen 1994 und 1996 war er auch Parteivorsitzender der VVD und von 1996 bis 2004 Ratsherr Den Haags. Seit 2001 ist er als Vorsitzender des Arbeitsausschusses des Verbands der niederländischen Gemeinden (VNG) tätig und führt die Verhandlungen über die Beschäftigungsbedingungen für Kommunalbeamte. Am 11. Februar 2004 wurde Verkerk zum Vizepräsidenten des Europäischen Ausschusses der Regionen in Brüssel ernannt.
Am 15. Juli 2004 wurde der Niederländer als Nachfolger des D66-Mitglieds Hein van Oorschot Bürgermeister von Delft. Er wurde nach dem traditionellen Verfahren des Vertraulichkeitsausschusses ernannt. In Delft war er der erste Bürgermeister, der der VVD angehörte. Im Jahr 2010 verbot  Bas Verkerk die Öffnung des Grabes von Wilhelm von Oranien für wissenschaftliche Forschungen mit der Begründung, dass seine Grabruhe respektiert werden müsse. Am 2. September 2016  wurde er von Marja van Bijsterveldt seines Amtes abgelöst.
Mit Wirkung vom 27. September 2016 wurde er zum stellvertretenden Bürgermeister von De Bilt ernannt. Im April 2017 verlor er sein Amt durch Sjoerd Potters. Einen Monat später wurde er zum amtierenden Bürgermeister von Ommen ernannt. Im Oktober 2017 nominierte der Gemeinderat von Ommen Hans Vroomen als neuen Bürgermeister der Gemeinde. 2019 war er einige Zeit als Bürgermeister von Beekdaelen tätig, ehe er ab Oktober 2020 kommissarischer Bürgermeister von Rijswijk wurde. Dieses Amt hatte er bis zum 12. Dezember 2022 inne. Seine Nachfolgerin wurde die GroenLinks-Politikerin Huri Sahin.